# Z'África Brasil
Z'África Brasil é um grupo de rap e hip-hop brasileiro, formado em 1995 na cidade de São Paulo. Já se apresentou ao vivo no programa Manos e Minas, da TV Cultura.

## História
O Z'África Brasil ("Z" de Zumbi dos Palmares) foi criado em 1996 por MC Gaspar, MC Pitchô, DJ Kurts, BG da Gaita e Fernandinho Beat Box após sairem do grupo Anjos da Noite MCs. Dois anos depois, Roberto Funk Buia juntou-se ao grupo. Em 1999, o grupo lançou, na Itália, a coletânea Z’África Brasil - Conceitos de Rua, com a participação de vários grupos e artistas de rap italianos. No final do ano, conheceram os produtores do duo paulista Autoload e gravação do primeiro álbum da banda no Brasil, intitulado Antigamente Quilombos, Hoje Periferia, o qual foi lançado somente em 2002, com participação do grupo francês Assassin na música "Origens". O álbum concorreu ao Prêmio Hutúz daquele ano e o Z'África Brasil concorreu ainda no prêmio Revelação do Ano.
Em 2006, foi lançado o segundo disco nacional do Z'África Brasil, denominado Tem Cor Age, com participações especiais de Zeca Baleiro, Toca Ogan (da Nação Zumbi), Fernando Catatau, entre outros. O álbum e a música-título concorreram ao Prêmio Hutúz do ano seguinte. Em 2007, o Z'África Brasil lançou na França o EP Verdade e Traumatismo, pelo selo Livin'Astro.
Em 2015, foi lançado o quinto álbum do grupo: Ritual I - A vida segundo os elementos do Hip Hop.

## Discografia

### Álbuns de estúdio
- 2002 - Antigamente Quilombos, Hoje Periferia - RSF Records / Paradoxx Music
- 2006 - Tem Cor Age - YB Music
- 2007 - Verdade & Traumatismo - Livin'Astro
- 2008 - Branco e o Preto
- 2015 - Ritual I - A vida segundo os elementos do Hip Hop

## Prêmios e indicações

### Prêmio Hutúz
| Ano  | Categoria    | Indicação                             | Resultado |
| ---- | ------------ | ------------------------------------- | --------- |
| 2002 | Álbum do Ano | Antigamente Quilombos, Hoje Periferia | Indicado  |
| 2002 | Revelação    | Z'África Brasil                       | Indicado  |
| 2007 | Álbum do Ano | Tem Cor Age                           | Indicado  |
| 2007 | Videoclipe   | Tem Cor Age                           | Indicado  |